# Noord-Kivu
Noord-Kivu (Frans: Nord-Kivu) is sinds 1988 een provincie in het oosten van de Democratische Republiek Congo en onderdeel van de historische-geografische regio Kivu. De hoofdstad is Goma en de provincie had in december 2005 een geschat aantal van 7.460.642 inwoners.

## Geografie
In het zuidoosten van de provincie ligt het Kivumeer en in het oosten het Edwardmeer. In het oosten grenst ze aan de landen Oeganda en Rwanda. Noord-Kivu grenst verder aan de Congolese provincies Ituri in het noorden, Tshopo in het noordwesten, Maniema in het westen en Zuid-Kivu in het zuiden.
Noord-Kivu kent drie steden; Goma, Butembo en Beni, en is verdeeld in vijf territoria; Beni, Lubero, Masisi, Rutshuru en Walikali. De provincie omvat tevens het Virunga Nationaal Park, een Werelderfgoed waar zich de bedreigde berggorilla's bevinden.
De provincie kent net als Zuid-Kivu een grote rijkdom aan mineralen en grondstoffen, zoals goud, koper, kobalt en coltan.
De oude provincie Kivu was opgedeeld in drie districten: Noord-Kivu, Zuid-Kivu en Maniema, welke in 1988 drie nieuwe provincies zijn geworden. Deze provincies vallen buiten de bestuurlijke herindeling die in de constitutie van 2005 is voorzien.

## Geschiedenis
De provincie had en heeft nog steeds veel te lijden onder de gewelddadigheden tijdens de Tweede Congo-oorlog (1998-2003) en het Kivuconflict (2004-heden). Tevens bevinden zich er grote aantallen binnenlandse vluchtelingen en vluchtelingen uit buurland Rwanda. Die laatste vooral ten gevolge van de Rwandese Genocide en de nasleep daarvan.
Vanaf september 2008 escaleerden de gewelddadigheden verder, omdat rebellenleider Laurent Nkunda een offensief startte. Het gevolg was een nog grotere vluchtelingenstroom, en hernieuwde internationale aandacht.
In Noord-Kivu was de VN-vredesmissie MONUSCO met 14.000 man aanwezig om de bevolking te beschermen, waar ze maar ten dele in slaagde. De stad Bunagana bijvoorbeeld is al lange tijd in handen van de rebellen. In januari 2025 namen de M23-rebellen de stad Goma in.